# La Statue
Pour les articles homonymes, voir La Statue (homonymie).
La Statue est un film français réalisé par Alice Guy en 1905.

## Synopsis
Un clown blanc veut montrer à un Auguste la merveille qu'il a découverte : une statue animée ! En effet, il tourne une manivelle située sur le côté du piédestal et la statue se met à danser.
Pendant que le clown blanc s'est absenté pour rechercher son appareil photographique afin d'immortaliser cette merveille, l'Auguste a entrepris de faire un peu de ménage et d'épousseter la statue : à cette occasion, il ne résiste pas à l'envie de faire, lui aussi, jouer le mécanisme. Mais la « statue », lasse des caprices de l'Auguste, descend de son piédestal et s'en va !
Par peur des remontrances du clown blanc, l'Auguste prend la place de la statue. Bien lui en prend car le clown blanc ne tarde pas à revenir avec son appareil photographique. La statue n'est pas bien orientée : un tour de manivelle s'impose. L'Auguste joue le jeu dans un premier temps, mais finit par préférer essuyer les foudres du clown blanc plutôt que de continuer à jouer la comédie.

## Analyse
Un clown blanc avec pour partenaire un Auguste noir : ce n'est pas sans évoquer le célèbre duo comique de l'époque, Footit et Chocolat, alors au sommet de leur gloire aux Folies Bergère, mais ce ne sont pas eux que l'on voit ici à l'écran. Voir "La Statue de Cirque"

## Fiche technique
- Titre : La Statue
- Réalisation : Alice Guy
- Société de production : Société L. Gaumont et compagnie
- Pays d'origine :  France
- Genre : Numéro de cirque
- Durée : 6 minutes
- Dates de sortie : 1905
- Licence : Domaine public